# Helmut Beumann
Helmut Beumann (* 23. Oktober 1912 in Braunschweig; † 14. August 1995 in Marburg; vollständiger Name: Helmut Karl Otto Beumann) war ein deutscher Historiker.
Der Sohn eines Regierungsbaumeisters wuchs in Bernburg auf. Er begann das Studium der Geschichte, Germanistik, Philosophie und Latein 1931 in Leipzig. Im Jahr 1932 wechselte er nach Berlin und wurde dort bei Robert Holtzmann mit einer Arbeit über das Urkundenwesen der Bischöfe von Halberstadt promoviert. Anschließend lernte er Carl Erdmann kennen. Beumann beantragte am 28. Dezember 1939 die Aufnahme in die NSDAP und wurde zum 1. Februar 1940 aufgenommen (Mitgliedsnummer 7.450.012). Im Zweiten Weltkrieg nahm er 1941/42 am Krieg gegen die Sowjetunion teil. 1944 erfolgte bei Edmund E. Stengel in Marburg seine Habilitation mit der historiographischen Untersuchung über Widukind von Corvey. Seine Studie löste einen Paradigmenwechsel in der deutschsprachigen Mediävistik aus, indem er neben der faktenbezogenen Auswertung der Quellen gleichrangig die Frage der Vorstellungswelt des Geschichtsschreibers stellte.
Nach Kriegsende nahm er die Lehrtätigkeit als Dozent auf. Seit 1946 lehrte er in Marburg als Privatdozent. 1956 erfolgte der Ruf auf den Lehrstuhl an die Universität Bonn. Dort war er Leiter eines Studentenwohnheims, des Carl-Schurz-Collegs. Zum Sommersemester 1964 kehrte Beumann als Nachfolger von Heinrich Büttner als Professor nach Marburg zurück. Seit 1968 war er korrespondierendes Mitglied der Monumenta Germaniae Historica. Beumann war Gründungsmitglied im Konstanzer Arbeitskreis für mittelalterliche Geschichte und übernahm 1972 den Vorsitz. Im Jahr 1981 wurde er emeritiert. Zu seinen bedeutendsten akademischen Schülern gehörten Hartmut Hoffmann, Irmgard Fees, Reinhard Wenskus, Monika Minninger, Friedrich Lotter, Kurt-Ulrich Jäschke.
Beumann war korrespondierendes Mitglied der Österreichischen Akademie der Wissenschaften (1969), der Akademie der Wissenschaften und der Literatur zu Mainz (1974) und der Braunschweiger Wissenschaftlichen Gesellschaft (1984) und ordentliches Mitglied der Historischen Kommission der Bayerischen Akademie der Wissenschaften (1971), deren Abteilung Jahrbücher der Deutschen Geschichte er ab 1979 leitete. 1984 wurde er von Hans Krollmann in Marburg mit dem Bundesverdienstkreuz I. Klasse ausgezeichnet. 1987 wurde Beumann für seine Bemühungen um den Konstanzer Arbeitskreis die Verdienstmedaille des Landes Baden-Württemberg verliehen. 1988 verlieh ihm die Universität Graz die Ehrendoktorwürde.
Beumanns Hauptarbeitsgebiet war die Ottonenzeit. Sein 1987 erstmals erschienenes Werk über die Ottonen wurde wiederholt neu aufgelegt und erschien im Jahr 2000 in der fünften Auflage. Beumann war Vorsitzender der Deutschen Kommission für die Bearbeitung der Regesta Imperii. Die Sammelbände über die wichtigsten Arbeiten zu Themen der Historiographie sowie zur politischen, geistigen, kirchlichen Geschichte des Mittelalters von der Merowinger- bis zur Stauferzeit sind in den Jahren 1962 bis 1987 veröffentlicht worden.

## Schriften (Auswahl)
Monografien
- Die Ottonen (= Kohlhammer-Urban-Taschenbücher. Bd. 384). Kohlhammer, Stuttgart u. a. 1987, ISBN 3-17-016473-2 (5. Auflage. ebenda 2000).
- Widukind von Korvei. Untersuchungen zur Geschichtsschreibung und Ideengeschichte des 10. Jahrhunderts (= Veröffentlichungen der Historischen Kommission für Westfalen. Bd. 10, 3 = Abhandlungen zur Corveyer Geschichtsschreibung. Bd. 3). Böhlau, Weimar 1950.

Herausgeberschaften
- mit Werner Schröder: Frühmittelalterliche Ethnogenese im Alpenraum (= Nationes. Bd. 5). Thorbecke, Sigmaringen 1985, ISBN 3-7995-6105-6.
- mit Werner Schröder: Aspekte der Nationenbildung im Mittelalter. Ergebnisse der Marburger Rundgespräche 1972–1975. Thorbecke, Sigmaringen 1978, ISBN 3-7995-6101-3.
- Heidenmission und Kreuzzugsgedanke in der deutschen Ostpolitik des Mittelalters (= Wege der Forschung. Bd. 7). Wissenschaftliche Buchgesellschaft, Darmstadt 1963.